# استان پایائو

نقشهٔ تایلند و جایگاه استان فایائو.

استان فایائو  یکی از استانهای کشور تایلند است. مساحت آن 6300 کیلومترمربع می‌باشد. جمعیت این استان در سال ۲۰۰۰ بالغ بر ۵۰۲۰۰۰ نفر برآورد شده است .
استان فایائو از نظر تقسیمات کشوری بخشی از ناحیه شمال تایلند به حساب می آید. مرکز این استان شهر فایائو است.